# グレン・デイビス (バスケットボール)
ロナルド・グレン・デイビス（Ronald Glen Davis, 1986年1月1日 - ）は、アメリカ合衆国ルイジアナ州バトンルージュ出身の元バスケットボール選手。NBAのボストン・セルティックスなどで活躍した。愛称は『ビッグベイビー』。
身長206cm。体重131kg。ポジションはパワーフォワード、センター。

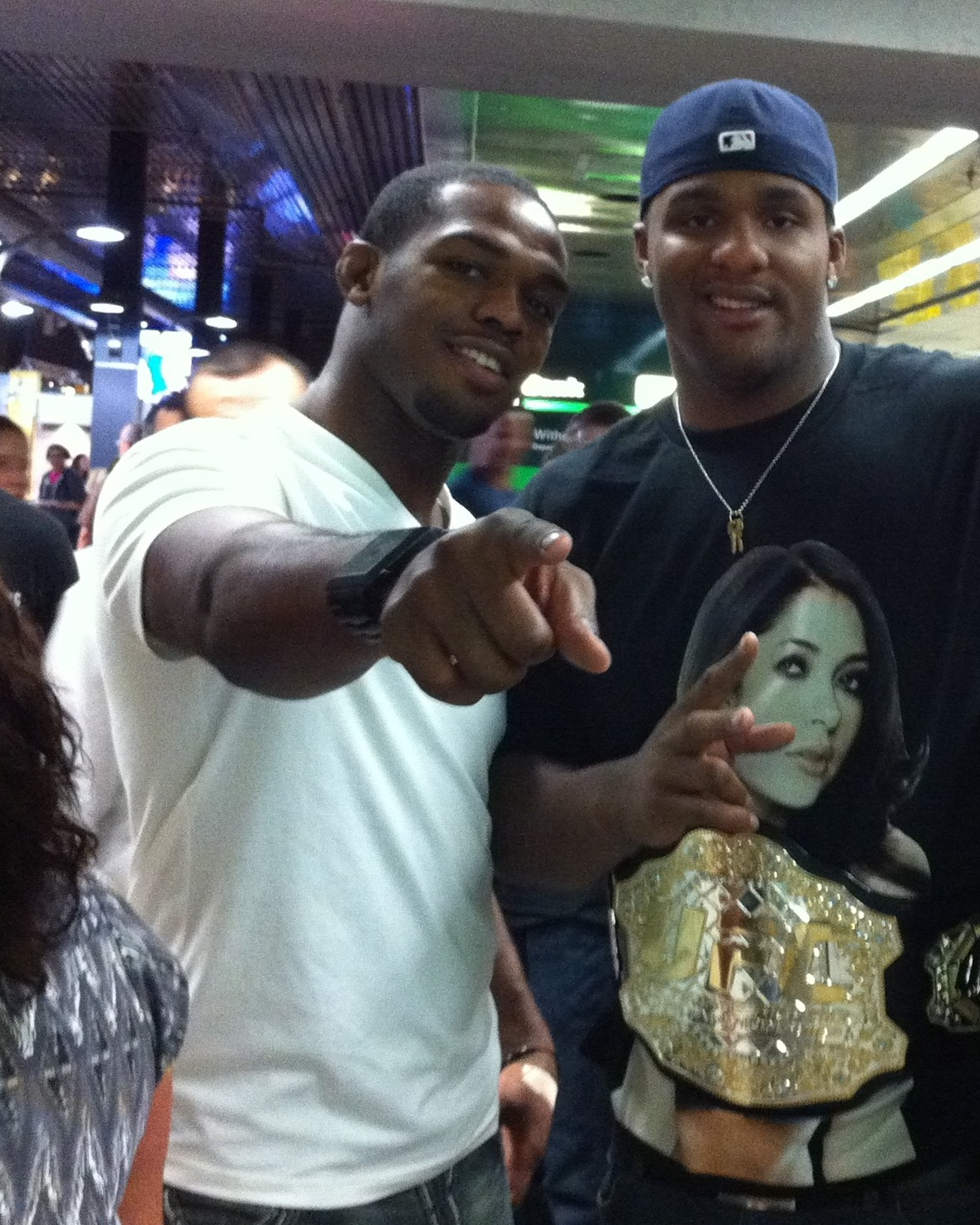
デイビス(右)とジョン・ジョーンズ(左)

## 経歴
地元ルイジアナ州立大学では、チームを1986年以来のNCAAトーナメントファイナル4に導いた。2006年のサウスイースタン・カンファレンスのプレイヤー・オブ・ザ・イヤー、オールアメリカ・セカンドチームにも選出された。2007年のNBAドラフトにアーリーエントリー。2順目全体35位指名をシアトル・スーパーソニックスから受けたがレイ・アレンと共に、デロンテ・ウェスト、ウォーリー・ザービアック、同じ2007年のドラフトで全体5位で指名を受けたジェフ・グリーンとの交換で放出された。ルーキーシーズンとなった2007-2008年シーズンの最初19試合はベンチを温めていたが、センターのケンドリック・パーキンスが故障し、ケビン・ガーネットがセンターにまわったため、2007年12月12日の試合で初先発を果たし16得点9リバウンドを挙げチームの勝利に貢献した。年明けの1月5日に行われたデトロイト・ピストンズ戦でも20得点中、16得点を第4Qに挙げる活躍を見せた。
最終的に69試合に出場、平均4.5得点、3リバウンドの成績を残した。プレーオフでの出場時間は限られたものとなったが、ファイナル第6戦には15分出場を果たし、3得点、4リバウンドを上げ、NBAチャンピオンに貢献した。
08-09シーズンも昨年同様セルティックスのインサイドの控えとして活躍し、76試合に出場し1試合平均7.0得点、4.0リバウンドと昨年を上回る成績を残した。シーズン終盤、主力のガーネットや、デイビスと同じく控えのレオン・ポウらが相次いで故障で離脱したため、16試合で先発出場しチームを支えた。プレーオフでは全試合に先発出場し、シーズン中を大きく上回る1試合平均15.8得点、5.6リバウンドを記録した。また、オーランド・マジックとのカンファレンスセミファイナル第4戦では決勝ブザービーターを沈め、勝負強さも見せた。最終的にチームは連覇を逃すものの、デイビスにとって自らの実力を示したシーズンとなった。
2011年、サイン・アンド・トレードでブランドン・バスとの交換でヴォン・ウェイファーと共にオーランド・マジックに移籍した。
2014年2月、マジックがバイアウトで解雇し、FAとなったデイビスはセルティックス時代の恩師、ドック・リバース率いるロサンゼルス・クリッパーズに移籍した。
2015年オフに再びFAとなったが、左足首を手術したこともあり、各チームがデイビスとの契約を敬遠し、その後引退を余儀なくされた。

## プレースタイル
身長206cmとインサイドの選手としての上背はあまりないが、131kgと横幅のある体格に利してインサイドでのぶつかり合いを好む。その体型からは想像できないほどの優れたアジリティとミドルレンジジャンパーも武器である。ルイジアナ州立大学の先輩であるシャキール・オニールと比較してBig Babyの愛称で親しまれている。

## 人物
- 2021年10月7日、NBAの健康福祉給付制度で給付金を搾取したとして、ニューヨーク南部地区で、テレンス・ウィリアムス（英語版）、トニー・アレン、シャノン・ブラウンら、元NBAプレーヤー17人と共に、保険金詐欺の罪で起訴された[4][5]。